# Parau Parau
Parau Parau (Het gesprek) (Frans: Les potins) is een schilderij van Paul Gauguin. Hij schilderde het in 1891 op Tahiti. Sinds 1948 maakt het deel uit van de collectie van de Hermitage in Sint-Petersburg. 

## Eerste verblijf op Tahiti
Na een succesvolle verkoop van zijn schilderijen vertrok Gauguin in 1891 naar Tahiti. Hij hoopte daar een ongerept paradijs  aan te treffen, waar hij een gelukkig, eenvoudig leven kon leiden. Na aankomst in de hoofdstad Papeete bleek echter dat de Europese beschaving de traditionele leefwijze van de eilandbewoners daar al grondig had veranderd. Gauguin trok daarom naar het dorp Mataiea, 40 km verderop, waar hij een hut huurde. Hier legde hij het Tahitiaanse leven op talrijke schilderijen vast. Heel lang duurde Gauguins verblijf op Tahiti niet. In 1893 dwongen financiële en gezondheidsproblemen hem op de boot naar Frankrijk te stappen.

## Voorstelling
Op Parau Parau zijn zes Tahitiaanse vrouwen te zien die in een kring ontspannen aan het kletsen zijn. Voor de schilder was dit een representatie van het levensritme op het eiland. In Noa Noa, een boek dat tijdens zijn verblijf op Tahiti ontstond, beschreef hij het als volgt:

C'est bien la vie en plein air, mais cependant intime, dans les fourrés, les ruisseaux ombrés, ces femmes chuchotant dans un immense palais décoré par la nature elle-même.

(Het is inderdaad een leven in de openlucht, maar toch intiem, in het struikgewas, de schaduwrijke stroompjes, fluisteren die vrouwen in een immens paleis door de natuur zelf versierd.)
— Paul Gauguin, Noa Noa

De typische pose van de voorste vrouw komt op een van de eerste schilderijen die Gauguin op Tahiti maakte, Te raau rahi (De grote boom), ook al voor. Later zou hij het thema nog vaker uitwerken, bijvoorbeeld op een schilderij dat ook Parau Parau heet en tegenwoordig in de Yale University Art Gallery hangt. Alleen op de versie in de Hermitage zijn de vrouwen op de voorgrond geschilderd, waardoor dit schilderij in de reeks een bijzondere plaats inneemt.
Gauguin gaf het schilderij zelf de titel Les Parau Parau mee. In de plaatselijke taal, die Gauguin enigszins beheerste, betekent dit 'woorden, woorden' of 'gesprek'. Zelf hechtte Gauguin erg aan die titel. In 1892 schreef hij zijn echtgenote Mette-Sophie Gad erover naar aanleiding van een ophanden zijnde tentoonstelling in Denemarken:

Sur le catalogue, je veux qu'on mette les titres comme ils sont sur le tableau: cette langue est bizarre et donne plusieurs sens ... 1) Parau Parau (Paroles, Paroles).

(In de catalogus wil ik dat de titels komen te staan zoals ze op het schilderij staan: die taal is heel vreemd en kent meerdere betekenissen ... 1) Parau Parau (Woorden, Woorden).)
— Paul Gauguin, 8 december 1892

## Herkomst
- 1895: Gauguin geeft het doek in bewaring aan zijn vriend Georges Chaudet in Parijs.
- ca. 1899: Na de dood van Chaudet komt het werk in bezit van de kunsthandelaar Ambroise Vollard.
- november 1903: Het schilderij is te zien op een tentoonstelling bij Paul Durand-Ruel, een andere beroemde kunsthandelaar.
- Het werk maakt deel uit van een privécollectie in Parijs.
- Opnieuw in bezit van Vollard.
- 4 mei 1907: Ivan Morozov koopt het schilderij samen met een ander werk van Gauguin voor 15.000 frank.
- 1918: Overgebracht naar het Museum voor Nieuwe Westerse Schilderkunst-2 in Moskou.
- 1923: Dit museum gaat op in het Staatsmuseum voor Nieuwe Westerse Kunst.
- 1948: Overgebracht naar de Hermitage.

## Afbeeldingen

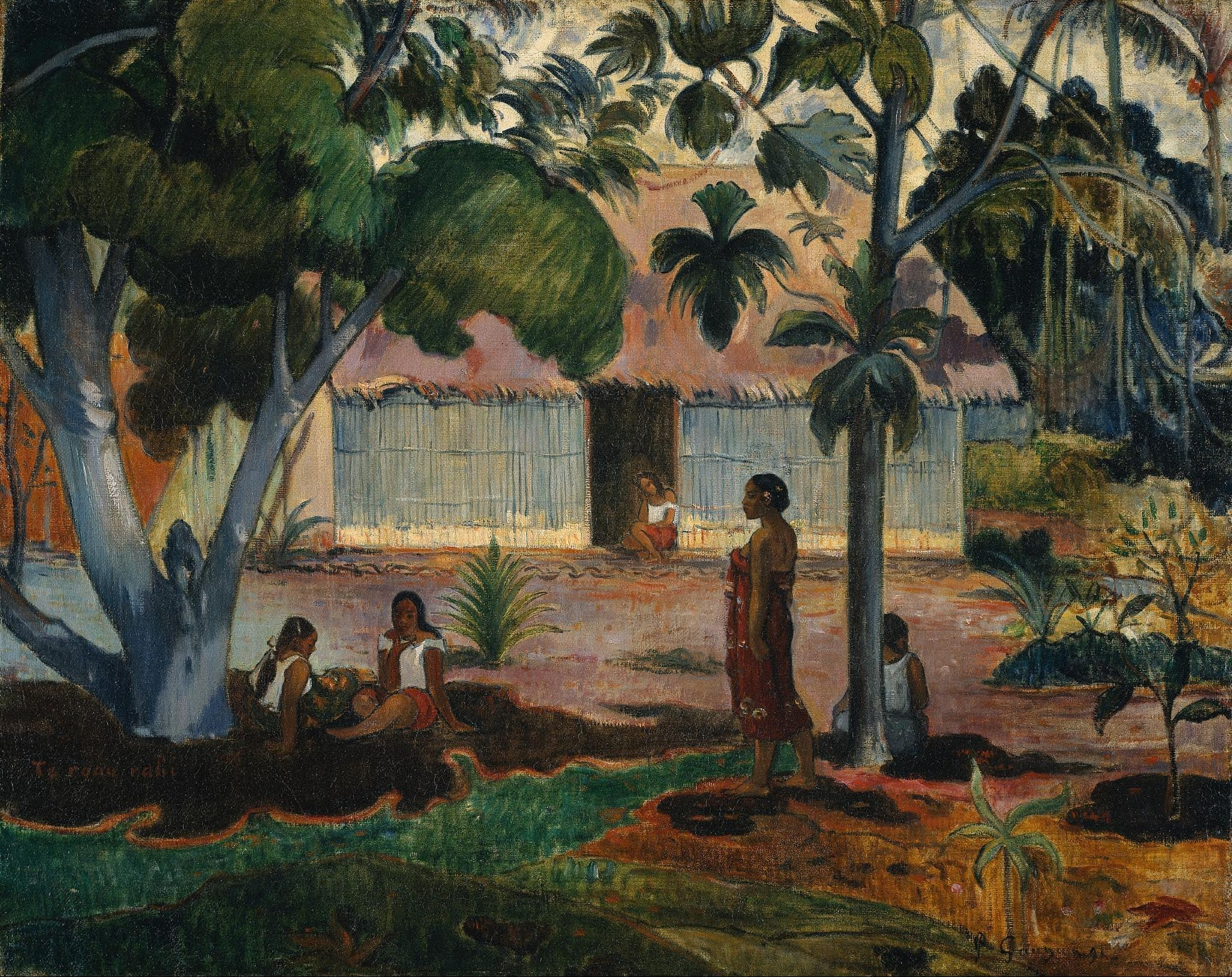
Te raau rahi (De grote boom) (1891)
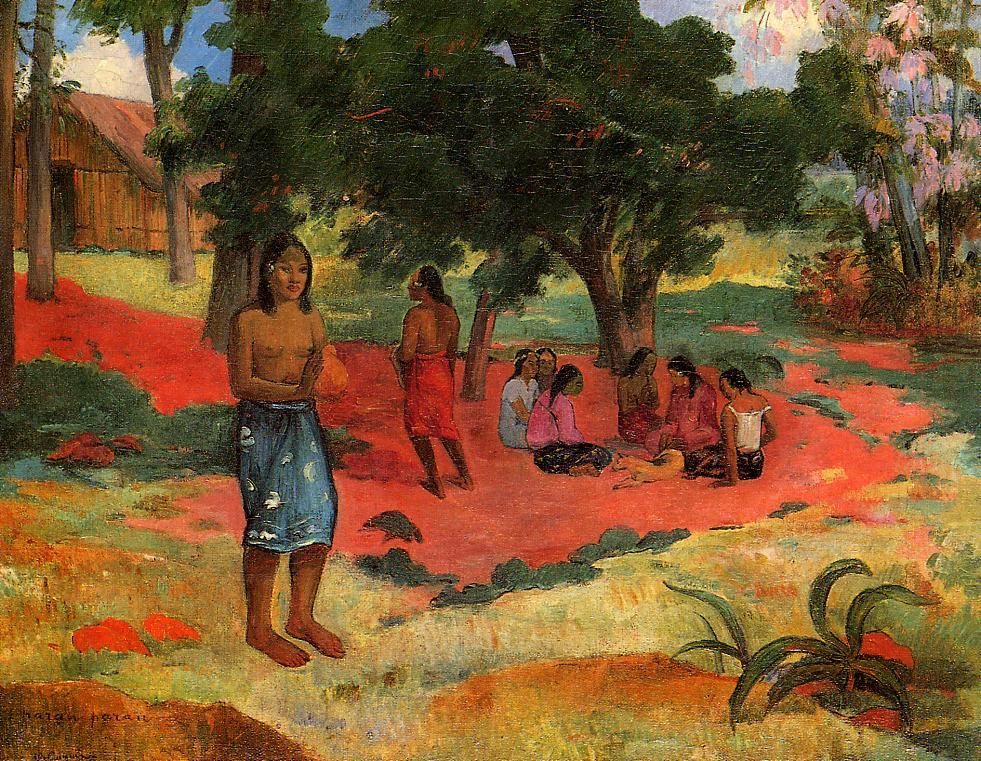
Parau Parau (Gefluisterde woorden) (1892)